# Colby Covington
Colby Ray Covington (ur. 22 lutego 1988 w Clovis) – amerykański zawodnik mieszanych sztuk walki (MMA). Były tymczasowy mistrz wagi półśredniej organizacji UFC. 

## Wczesne życie i edukacja
Urodził się w Clovis, w Kalifornii, lecz dorastał w Oregonie. 

## Kariera MMA
Karierę zawodową w MMA rozpoczął w 2012 roku, szybko zyskując reputację solidnego zapaśnika z coraz lepszymi umiejętnościami stójkowymi. W 2014 roku podpisał kontrakt z Ultimate Fighting Championship.

### UFC
Zadebiutował w UFC 23 sierpnia 2014 roku podczas gali UFC Fight Night 48, gdzie pokonał Anyinga Wanga przez techniczny nokaut w pierwszej rundzie.
W kolejnych latach odniósł szereg zwycięstw, m.in. nad takimi zawodnikami jak Demian Maia, Rafael dos Anjos, Robbie Lawler i Tyron Woodley. W lipcu 2018 roku zdobył tymczasowy pas mistrza wagi półśredniej UFC, pokonując dos Anjosa jednogłośną decyzją sędziów.
Rywalizował o pełnoprawny tytuł mistrza kategorii półśredniej trzykrotnie, przegrywając dwukrotnie z Kamaru Usmanem (UFC 245 i UFC 268), a następnie z Leonem Edwardsem na UFC 296 w grudniu 2023 roku.

## Osiągnięcia

### Grappling
- FILA
  - Mistrzostwa Świata FILA No-Gi Grappling 2013 – 1. miejsce, kat. 77 kg[7]

### Mieszane sztuki walki
- Ultimate Fighting Championship
  - 2018: Tymczasowy mistrz UFC w wadze półśredniej[6]
  - Bonus za walkę wieczoru (dwa razy) vs. Kamaru Usman (2019)[8], Jorge Masvidal (2022)[9]

## Życie prywatne
Mieszka w południowej Florydzie. Znany jest z zamiłowania do sportów motorowych, polityki oraz występów medialnych poza UFC.